# Prezidentské volby v Gabonu v roce 1986

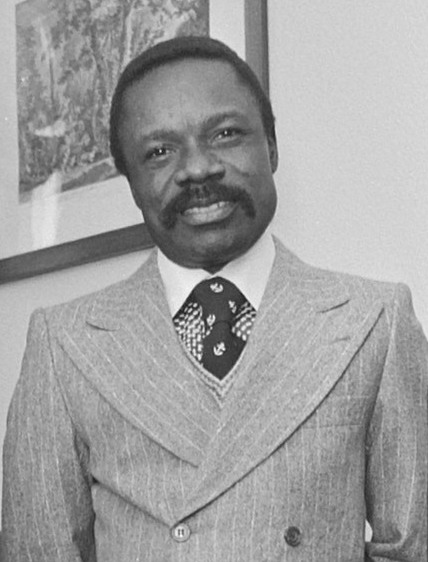
Vítěz prezidentských voleb Omar Bongo

Prezidentské volby v Gabonu  se konaly dne 9. listopadu 1986. V té době byl Gabon státem jedné strany a jedinou legální stranou v zemi byla Gabonská demokratická strana (GDP). Lídr této strany, úřadující prezident Omar Bongo, byl jediným kandidátem v prezidentských volbách. Podle oficiálních záznamů byla volební účast 99,9 %.
Tyto volby byly posledními prezidentskými volbami s jediným kandidátem před tím, než se země v roce 1990 vrátila k pluralitní demokracii.

## Volební výsledky
| Kandidát                            | Politická strana                    | První kolo | První kolo |
| Kandidát                            | Politická strana                    | Hlasy      | %          |
| ----------------------------------- | ----------------------------------- | ---------- | ---------- |
| Omar Bongo                          | Gabonská demokratická strana        | 903 739    | 100 %      |
| Celkem                              | Celkem                              | 903 739    | 100 %      |
|                                     |                                     |            |            |
| Platných hlasů                      | Platných hlasů                      | 903 739    | 99,97 %    |
| Neplatných hlasů                    | Neplatných hlasů                    | 300        | 0,03 %     |
| Celkem hlasů                        | Celkem hlasů                        | 904 039    | 100 %      |
| Registrovaných voličů/volební účast | Registrovaných voličů/volební účast | 904 467    | 100 %      |